# Rasputin: Szalony zakonnik
Rasputin: Szalony zakonnik (ang. Rasputin: The Mad Monk) – brytyjski film biograficzny zrealizowany w konwencji dreszczowca. Tematem filmu są dzieje słynnego uzdrowiciela i rozpustnika Rasputina. Film wyprodukowany został przez Hammer Films.

## Opis fabuły
Rosja, początek XX wieku. Rasputin, mnich chłopskiego pochodzenia jest hulaką nie stroniącym od alkoholu i kobiet. Jednak, posiadane przez niego zdolności hipnotyczne pozwalają mu uzdrawiać chorych i zyskiwać władzę nad umysłami ludzi. One to sprawiają, że Rasputin jest brany za świętego. Dzięki tym zdolnościom udaje mu się dostać na carski dwór i zyskać zaufanie carycy.

## Obsada
- Christopher Lee – Grigorij Rasputin
- Suzan Farmer – Vanessa
- Barbara Shelley – Sonia
- Francis Matthews – Iwan
- Dinsdale Landen – Piotr
- Richard Pasco – dr Zargo
- Alan Tilvern – opiekun
- Derek Francis
- Renée Asherson
- Joss Ackland – biskup
- John Bailey – lekarz